# Belrupt-en-Verdunois
Belrupt-en-Verdunois is een gemeente in het Franse departement Meuse in de regio Grand Est en het arrondissement Verdun. De gemeente telde 541 inwoners op 1 januari 2022.

## Geschiedenis
De gemeente maakte tot 2015 deel uit van het kanton Verdun-Est. Toen het kanton op 22 maart 2015 de kantons van Verdun werden gereorganiseerd werd Belrupt-en-Verdunois opgenomen in het kanton Verdun-2.

## Geografie
De oppervlakte van Belrupt-en-Verdunois bedraagt 9,4 vierkante kilometer; Op 1 januari 2022 was de bevolkingsdichtheid 57,6 inwoners per km².
De onderstaande kaart toont de ligging van Belrupt-en-Verdunois met de belangrijkste infrastructuur en aangrenzende gemeenten.

## Demografie
Onderstaande figuur toont het verloop van het inwonertal.